# 童軍規律
自從1908年《童軍警探》出版之後，所有全球的童軍和女童軍建立童軍諾言或童軍誓詞去實踐童軍運動的理想，並且認同童軍規律。童軍諾言和童軍規律會因各童軍組織和時間的推移，而會有些微的改變。

## 歷史
1902年，當羅伯特·貝登堡撰寫《童軍警探》時，他從叢林印第安人創始人歐尼斯特·湯普森·西頓得到靈感，後來西頓幫助童軍運動遍及整個北美洲。貝登堡也從日本武士階層的武士道法典、美國印第安人的榮譽規律、歐洲騎士的騎士規範和他曾經在戰爭中遇過的祖魯族鬥士中，得到童軍規律的靈感。和西頓相同的是，貝登堡選擇使用一系列的正面規律，和古老的神聖化禁令相對。
原始的童軍規律，在1908年出版的《童軍警探》中出現，並依照貝登堡的原文、大寫、編號等羅列如下：
| 1. | 童軍的榮譽可以信賴（A SCOUT'S HONOUR IS TO BE TRUSTED）。 |
| 2. | 童軍是忠誠的（A SCOUT IS LOYAL），不論是對於君主、他的屬下、他的國家和他的僕人。 |
| 3. | 童軍的責任是造福和幫助他人（A SCOUT'S DUTY IS TO BE USEFUL AND TO HELP OTHERS）。並且童軍必須先於任何事去盡這個責任，即使必須放棄自己的財富、舒適或安全去幫助他人。當童軍在針對2件事情做出要做哪一個感到困擾時，他必須自問，「哪一個是我的責任？」也就是，「哪一個對他人最好？」──然後馬上去做。童軍必須在任何時候準備去維護生命，或幫助受傷的人們，並且必須每天為人們行一善事。 |
| 4. | 童軍是所有人的朋友，並且是每位其他童軍的兄弟，不論是在哪個社會階級（A SCOUT IS A FRIEND TO ALL, AND A BROTHER TO EVERY OTHER SCOUT, NO MATTER TO WHAT SOCIAL CLASS THE OTHER BELONGS）。如果童軍遇到另一個童軍，即使比自己強壯，這時仍然必須和他說話，並且盡可能幫助他，例如實行他正在做的責任、或是給予他食物、或盡最大可能幫助他可能需要的任何事物。童軍必須永遠不能成為勢利眼。勢利眼是指一個人鄙視貧窮的人，或者一個人很窮，但憎恨比自己有錢的人。 |
| 5. | 童軍是有禮貌的（A SCOUT IS COURTEOUS）：意思就是，童軍對所有人事物都是有禮貌的──但尤其要對女性、小孩、老年人、病人、殘障人士等等更有禮貌。並且童軍在殷勤地幫助別人時，不領取酬勞。 |
| 6. | 童軍是任何動物的朋友（A SCOUT IS A FRIEND TO ANIMALS）。童軍必須盡可能的使動物從痛苦中存活下來，並且在非必要時不得殺害任何動物，甚至只是一隻蒼蠅──蒼蠅也是神創造出來的。 |
| 7. | 童軍須服從命令（A SCOUT OBEYS ORDERS），並且毫無疑問地服從小隊長，或童軍領袖的命令。即使這些人下達的命令可能是不喜愛的，童軍必須像士兵或水手一樣地服從，並依照命令如實實踐，因為這是童軍的責任；完成之後，童軍可以回過頭來陳述反對這個命令的理由：但是他必須同時實踐這個命令，這是紀律。 |
| 8. | 童軍能笑，也能吹口哨（A SCOUT SMILES AND WHISTLES），不論在任何情況下。當童軍得到一個命令時，必須以快樂與從容的方式服從，而不是以緩慢、可鄙的方式接受。童軍永遠不能發牢騷與感到困難，不能對其他人發牢騷，在外也不能大聲咒罵。當你錯過了一班火車，或是有人踩到了你最喜歡的玉米──這不代表所有童軍應該要有玉米──或是在任何惱人的狀況下，都應該要強迫自己微笑，然後吹口哨，你將會覺得很順利。童軍在行動時須保持微笑，也能吹口哨，這將會激勵自己也能激勵他人，尤其是遇到危險的時候能保持平常心。對於咒罵或說出壞話的違反者，懲罰是由其他童軍將一杯冷水倒進他的袖子裡。 |
| 9. | 童軍是節儉的（A SCOUT IS THRIFTY），意思是指，童軍會盡可能存起每一個便士，並且存入銀行，因此童軍即使不工作也會有錢去維持自己的生活，因此不會叨擾其他人；或者因此在其他人需要時，可以有錢去援助他人。 |

以上是寫給全球童軍的規律，當然主要是聚焦在英國的童軍。當其他團體，通常是其他國家，開始發展童軍運動時，會修改部分的規律，例如「對神和君主」會修正成適合每個國家的文字敘述。
之後許多年，貝登堡曾多次修正上述的文字，並在1911年增加另一條規律：
- 童軍在思想、言語和行為上是純潔的（A SCOUT IS CLEAN IN THOUGHT, WORD AND DEED）。端莊得體的童軍須鄙視那些口出穢言的愚蠢少年們，不要讓自己屈服於口出穢言或做出不乾淨事情的誘惑。童軍是純潔的，具有乾淨思想與勇敢的特質。